# Theope basilea
Theope basilea is een vlindersoort uit de familie van de prachtvlinders (Riodinidae), onderfamilie Riodininae.
Theope basilea werd in 1866 beschreven door H. Bates.